# Jules Blanchet
Pour les articles homonymes, voir Blanchet.
Jules Blanchet, né le 22 novembre 1911 à Ambronay et mort le 19 janvier 1962 à Ambronay, est un homme politique français. Membre du Parti communiste français, il est est député de l'Ain sous la quatrième République et maire d'Ambronay.

## Biographie
Jules Blanchet naît le 22 novembre 1911 à Ambronay dans une famille de paysans. Après le certificat d'études, il travaille dans la ferme familiale en 1932. Il se marie et le couple a deux enfants.
Il adhère au Parti communiste en 1936 et est secrétaire de section de 1937 à 1939. Il est également secrétaire cantonal de la Confédération générale du travail (CGT), devient administrateur de la Caisse départementale de crédit agricole.
Il est mobilisé en 1939-1940, puis retourné à la vie civile, il prend à nouveau des responsabilités au Parti communiste et participe activement à la Résistance. Il est arrêté en 1943 et relâché faute de preuves. Il s'engage alors dans les FTPF, agissant comme recruteur régional puis commissaire à la sécurité pour plusieurs départements. Membre du comité départemental de Libération, en qualité de représentant des cultivateurs, il reçoit la médaille de la Résistance le 3 novembre 1947 et la croix de guerre.
En 1944-1945, il est vice-président de la Confédération générale de l'agriculture puis est élu maire d'Ambronay en 1945, fonction qu'il exerce jusqu'en 1947.
Jules Blanchet figure en seconde position sur la liste communiste présentée dans l'Ain pour les élections à la Première Assemblée nationale Constituante, en 1945 et 1946, mais seul Henri Bourbon est élu. Il est lui-même élu lors des élections législatives de novembre 1946. Il est nommé membre de la Commission de l'agriculture, puis de la Commission du suffrage universel, du règlement et des pétitions. Il est juré à la Haute Cour de justice en 1947. Aux élections législatives de juin 1951, Blanchet perd son siège en raison du système des apparentements. Il n'est pas non plus élu en 1956.
Il meurt à Ambronay le 19 janvier 1962.

## Mandats
- Député de l'Ain[1] :
  - 10 novembre 1946 - 4 juillet 1951
- maire d'Ambronay de 1945 à 1947

## Distinctions
- Croix de guerre 1939–1945
- Médaille de la Résistance française avec rosette